# Barraca de Josezón
La barraca de Josezón es una gran construcción de piedra en seco existente en la partida de «El Cerro» de Vallanca, provincia de Valencia, (Comunidad Valenciana, España).

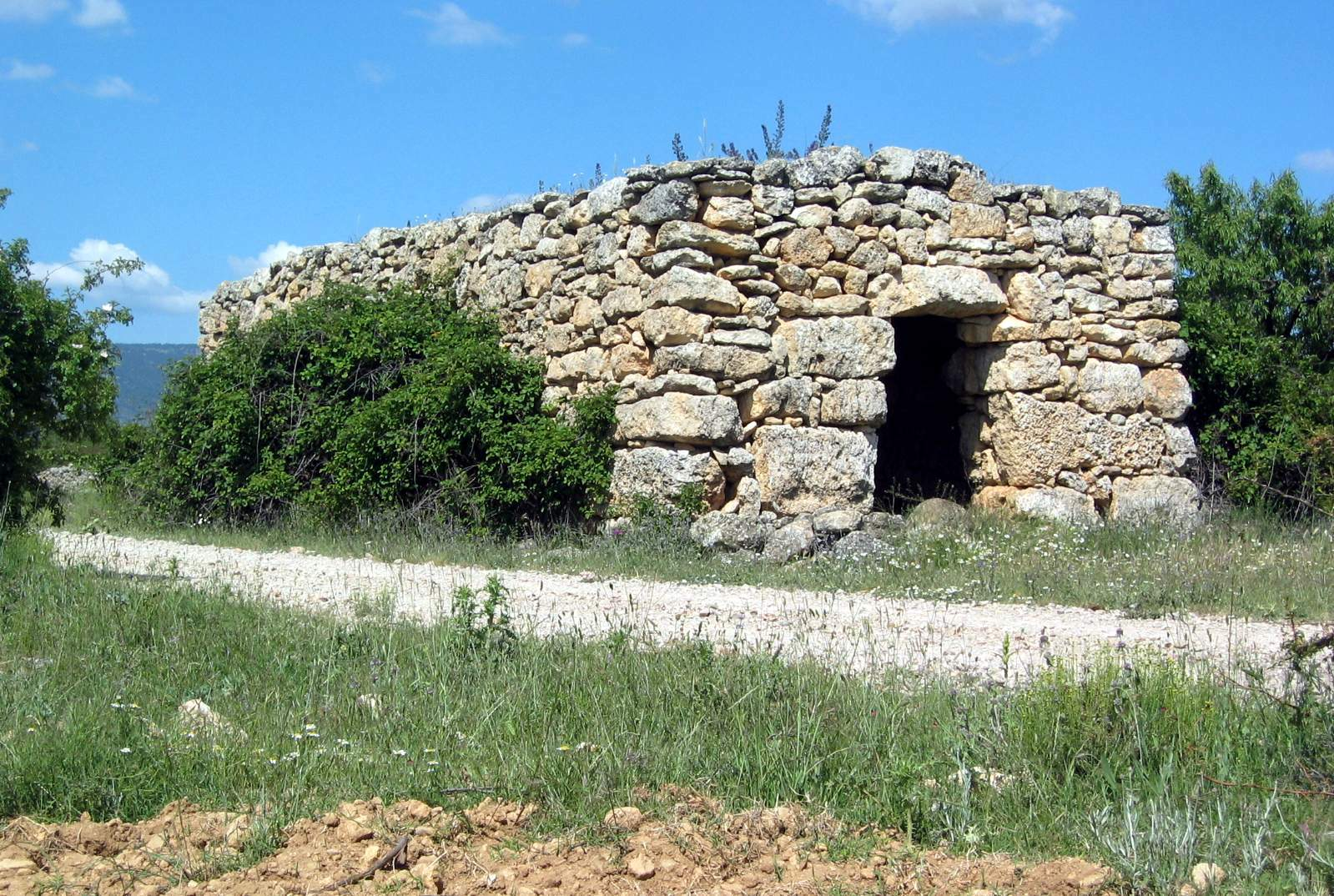
Vista fronto-lateral izquierda de la barraca de Josezón en Vallanca (2007).

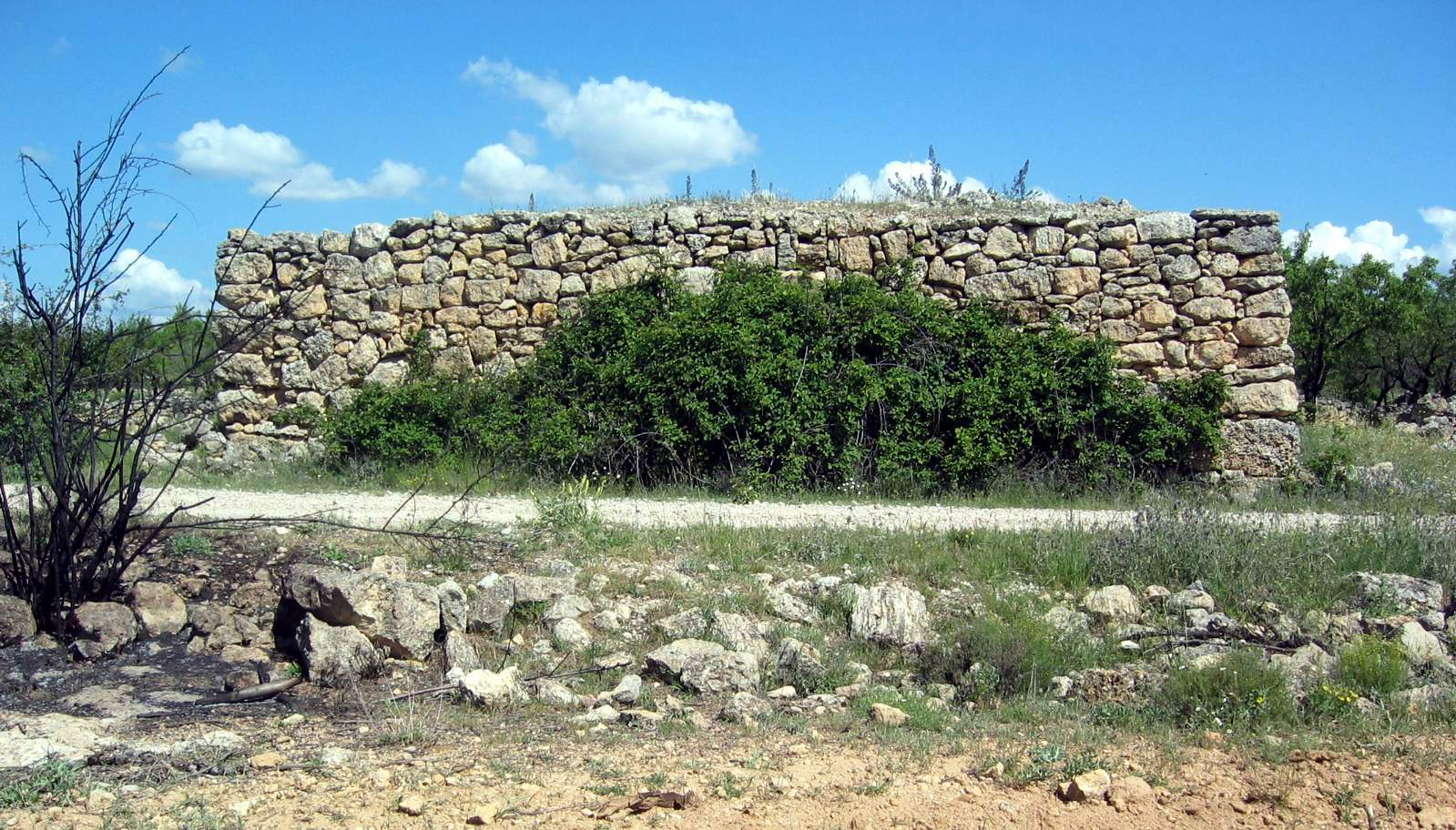
Vista lateral izquierda (oriental) de la barraca de Josezón en Vallanca (2007).

Constituye la construcción más importante de este tipo existente en Vallanca y una de las mayores y mejor conservadas del Rincón de Ademuz. Se desconoce la fecha exacta de su construcción, aunque puede datarse en las primeras décadas del siglo XX, momento en que se roturaron las partidas más alejadas del término -cuando la localidad alcanza su máximo poblacional (1.236 habitantes en 1920).

## Ubicación y descripción
Se halla en la partida de «El Cerro», zona elevada del término, a la que se puede acceder fácilmente caminando o mediante vehículo. Para visitarla desde la población hay que tomar el camino del cementerio, atravesar la zona de eras y pajares y -dejando a la mano izquierda la Ermita de San Roque - continuar la ascensión por la ladera de «Las Cabezas», monte de utilidad pública de propiedad municipal.
Al arribar al llano hay que dejar la carreterita asfaltada y tomar el primer camino que surge a la derecha, que emerge de la misma curva que corona la cima. Se trata de una pista de tierra que se interna en el término, dirección levante -entre abancalamientos y labradas de almendros. Siguiendo el camino principal, la barraca está unos cientos de metros más adelante, sobre la margen izquierda del «camino del Cerro».
Se trata de una gran construcción de piedra sin aglomerantes y techumbre térrea y vegetal, con planta rectangular y eje longitudinal dispuesto de levante a poniente (mejor, nororiental-suroccidental). La entrada se abre en la fachada de levante, completamente iluminada por el sol naciente en las primeras horas de la mañana, asimismo que la meridional; mientras que la del norte y poniente permanecen en umbría. La entrada es ligeramente ovalada, con grandes piedras en la base y una gran losa plana por dintel.
En cuanto a las dimensiones, la altura de la fachada delantera (frontispicio) donde se abre la entrada, alcanza los 300 cm de alto, con una obertura (vano) de 190 cm de alto y 130 cm en la parte central. El espesor de la pared en dicha zona alcanza los 90 cm. Su perímetro alcanza las  diez grandes zancadas de largo por cuatro de ancho, lo que supone una superficie total de unos 40 m². Vista desde la parte de abajo del camino, fachada sur-oriental, se observa un ligero incremento en la altura, desde los pies a la cabecera, lo que se objetiva midiendo el ángulo meridional, que alcanza los 220 cm de altura, sin contar la cobertura térrea. De la misma forma, las medidas en la base son ligeramente superiores a las que pueden tomarse en la parte alta, lo cual se percibe visualmente también. Un visitante refiere:

«La perspectiva ofrece una vista espectacular, por su reciedumbre y la solidez de su hechura, infundiendo fortaleza y seguridad al caminante. Contemplándola no se siente pasar el tiempo... Circundo la barraca, observando el amontonamiento de piedras que hay en su fachada septentrional, allí las zarzas y rosales silvestres crecen gustosamente. Al entrar se percibe un agradable frescor. En la esquina de la derecha hay restos de un fuego bajo, bien patente por el hollín que tizna la pared. Hay algunos pedruscos planos dispersos por el piso, a modo de rústicos asientos. Lo más característico, sin embargo, es el arco recto que hay en el centro de la construcción, apoyado en sendos contrafuertes internos; soportes que se alzan dividiendo el espacio interior en dos grandes estancias –una anterior y otra posterior-, como si se hubieran construido dos barracas juntas, compartiendo muros y techumbre. A ambos lados del arco hay un tronco que atraviesa la estancia a lo ancho, sin más función que la de servir de colgadero para el hato».
Del paisaje, alma del Rincón de Ademuz, Alfredo Sánchez Garzón

## Técnica constructiva
En cuanto al método constructivo y el aspecto estético, la arquitectura obedece al estilo de las existentes en la otra vertiente del Turia, entorno de Mas del Olmo (Ademuz) y «El Pinar» de Casas Bajas.
Las paredes externas son rectas, mientras que las internas, a partir de cierta altura del zócalo, van aproximándose, voladas unas sobre otras, hasta la falsa cúpula, que se cierra mediante grandes losas planas (seudo bóveda). De donde se deduce el grosor del muro y la existencia de la doble pared, una recta (externa) y otra curvada (interna). Sobre las planas losas del cerramiento se dispone la cobertura térrea y vegetal. Además, la trabazón de las piedras en las angulaciones internas (a modo de rústicas pechinas) y la misma voladura de las piedras, contribuye a la estabilidad de la estructura, hasta el punto que -pese a la ausencia de aglomerantes y cimentación- el buen reparto de fuerzas garantiza su estabilidad y preservación.

## Comentario
Aunque existen otras construcciones notables en la zona —Barracas de piedra (Rincón de Ademuz)—, la barraca de Josezón constituye el arquetipo de estas construcciones existentes en la comarca. Su apariencia es de una rusticidad megalítica, perfectamente lógica y racional, conjungando su belleza con la utilidad.
Propiamente —junto con los paredones de piedra existentes en la zona, soportes de los abancalamientos para el cultivo— la de Josezón constituye el pétreo exponente arqueológico de la actividad agrícola y ganadera que se desarrolló antaño en estos términos.